# Gunnar Hovgard
Gunnar Åke Hovgard, född 1 april 1926 i Svalöv, är en svensk pensionerad officer i Flygvapnet. Han är son till Åke Hovgard.

## Biografi
Hovgard blev fänrik i Flygvapnet 1949 vid Blekinge flygflottilj (F 17), befordrades till löjtnant 1951, till kapten 1958, till major 1963, överstelöjtnant 1966 och till överste 1972.
Hovgard tjänstgjorde sin första tid i Flygvapnet vid Flygstaben, där han var på Operations-, Planerings- och Centralplaneringsavdelningen mellan åren 1960 och 1972. Mellan åren 1966 och 1970 var han dock flygchef vid Blekinge flygflottilj (F 17). Åren 1972–1977 var han stabschef vid Första flygeskadern (E 1) och 1977–1986 chef för Västgöta flygflottilj (F 6). Hovgard avgick som överste 1986.
Hovgard gifte sig med Karin Olsson, tillsammans fick de fyra barn, Bo, Margareta, Elisabet och Åke.